# Jacques Rensburg
Jacques Rensburg (? — ?) je bivši belgijski hokejaš na travi. 
Na hokejaškom turniru na Olimpijskim igrama 1928. u Amsterdamu igrajući za Belgiju je osvojio 4. mjesto. Bio je pričuvnim igračem. Nije odigrao nijedan susret. U susretu za broncu je Belgija izgubila od Njemačke.
Na hokejaškom turniru na Olimpijskim igrama 1936. u Berlinu je igrao za Belgiju. Belgija je ispala u 1. krugu. Odigrao je sve tri utakmice.

## Vanjske poveznice
- Profil na Sports Reference.com  Arhivirana inačica izvorne stranice od 17. prosinca 2012. (Wayback Machine)